# Le due inglesi
Le due inglesi (Les Deux Anglaises et le Continent) è un film del 1971 diretto da François Truffaut.
Il film, tratto dal romanzo omonimo di Henri-Pierre Roché, fu girato dal 20 aprile 1971 al 9 luglio 1971 e fu proiettato in pubblico la prima volta il 26 novembre 1971.
La sceneggiatura è stata pubblicata su "l'Avant-Scène - cinéma", n. 121, gennaio 1972.

## Trama
Parigi. Primavera 1899. Il giovane Claude Roc, convalescente dopo essersi rotto una gamba cadendo da un'altalena, conosce Ann, una scultrice figlia di un'amica inglese della madre, in viaggio a Parigi per perfezionarsi nella sua arte. I due ragazzi si piacciono e fanno amicizia, tanto che Ann invita Claude ad andare ospite a casa sua, nel Galles, dove potrà conoscere la sorella più piccola, Muriel. Ann è convinta che tra i due ragazzi scoppierà l'amore ed è così: tra i verdi prati del Galles, vicino al mare, nell'isolamento di una casetta popolata solo da donne (come Claude, anche Ann e Muriel sono orfane di padre), Claude s'innamora di Muriel. Credendosi da sempre inferiore alla sorella, Ann osserva e guida la nascita di quest'amore. Dal canto suo, Muriel, la rossa indocile, puritana e che soffre di strani disturbi agli occhi, rifiuta in un primo momento la proposta di matrimonio di Claude. Ma è solo la paura a guidarla: Muriel è innamorata pazza di Claude e il suo "no" diviene prima "forse'" e poi "sì".
La signora Brown è favorevole alle nozze, ma la madre di Claude, recatasi apposta nel Galles, non vede di buon grado il matrimonio dell'unico figlio con una ragazza dal carattere fragile e dal fisico malato. Alla fine, dopo la mediazione del saggio Mr. Flint, si giunge ad un compromesso: Claude e Muriel dovranno separarsi per un anno, senza mai incontrarsi né inviarsi lettere. Se alla fine dell'anno vorranno ancora sposarsi, nessuno potrà più opporsi.
Così Claude lascia il Galles, in treno, insieme alla madre. A Parigi, si dedica con successo alla critica d'arte e, ben presto, il mondo della pittura lo porta a conoscere altre donne e a dimenticare Muriel. Ben prima del termine pattuito, decide di inviarle una lettera di separazione, che getta la ragazza in uno stato di depressione profonda, con violenti effetti psicosomatici. Solo l'aiuto paziente di Ann, col tempo, la porta a credere di aver dimenticato Claude.
Tempo dopo, per caso, Claude incontra Ann a Parigi. La ragazza ha deciso di dedicarsi completamente alla scultura e invita Claude nel suo atelier. Ora che non c'è più Muriel, i due amici possono finalmente diventare amanti e decidono di partire insieme per uno chalet, su un lago della Svizzera, dove potranno trascorrere una settimana da soli e fare l'amore insieme per la prima volta. Alla fine, «liberi e innamorati», si allontanano sul lago, ciascuno sulla sua barchetta.
Inizia una relazione, più tenera che appassionata, che alla fine porta Ann ad accettare la corte di uno slavo, Diurka, che si occupa anche lui di edizioni d'arte. Dopo aver avuto per qualche tempo due amanti, Ann parte con Diurka per la Persia, da dove invia un'affettuosa lettera a Claude.
Dal canto suo, Muriel invia a sorpresa a Claude non una lettera bensì una confessione: il racconto di come tanti anni prima l'amicizia con una bambina, Clarissa, l'avesse spinta a conoscere il piacere della masturbazione, fino a diventare schiava di questa pratica che la sua educazione puritana le faceva apparire, al tempo stesso, ripugnante. Affascinato dalla sincerità della confessione, Claude decide di pubblicarla anonimamente.
La madre di Claude, che aveva ostacolato il suo amore per Muriel, muore. Ora Claude è libero e, a sorpresa, Ann lo informa che Muriel è a Parigi ed è disposta a rivederlo. Con emozione, Claude si reca all'appuntamento. Nell'atelier di Ann, soli, i due ragazzi si scambiano il loro primo bacio. Claude se ne va precipitosamente, turbato, ma non avrà tempo di rivedere Muriel, poiché intanto Ann decide di confidare alla sorella ciò che le aveva sempre tenuto segreto: la sua storia con Claude. La notizia sconvolge Muriel che parte subito per il Galles, insieme alla sorella.
Claude trascorre un lungo periodo di disperazione, da cui esce pubblicando un romanzo autobiografico nel quale proiettare la sua storia d'amore per le due sorelle. Il caso vuole che l'editore sia Diurka, il quale approfitta dell'incontro per chiedere a Claude notizie di Ann, della quale è ancora innamorato. Claude sa soltanto che la ragazza ha rotto di colpo il fidanzamento con un polacco. Così, Diurka decide di recarsi in Galles per chiederla in moglie, ma trova Ann a letto, morente. Tornato, a Parigi, ne comunica la morte a Claude.
Passano alcuni anni. È Diurka questa volta a dire a Claude che potrà trovare Muriel all'approdo del battello a Calais. I due trascorrono la notte insieme e, dolorosamente, Claude vince la resistenza di Muriel, la quale l'indomani parte col treno lasciando Claude per sempre, consapevole che la distanza tra il modo di vedere la vita di una puritana inglese e di un ateo francese è incolmabile.
Accade qualcosa che sembra farla tornare sui suoi passi: crede di essere rimasta incinta e lo comunica a Claude in una lettera appassionata. Ma non è così. La separazione è definitiva.
Epilogo: sono passati 15 anni da quell'ultimo incontro, il mondo è stato tragicamente cambiato dalla prima guerra mondiale. La voce di Truffaut ci informa che l'anziana signora Brown è morta, la casa nel Galles è stata venduta, Muriel si è sposata e ha avuto una figlia. A Parigi, Claude incrocia un gruppo di collegiali inglesi che visitano il museo Rodin e che corrono vicino alla statua di Balzac a cui egli aveva fatto visita con Ann, tanti anni prima. Claude osserva le bambine nel parco: chissà se una di loro è la figlia di Muriel Brown? Ma ormai è tardi: sul vetro di un taxi, contempla il proprio volto non più giovane - «Che cos'ho? sembro un vecchio oggi!» - e si infila nel portone del museo, dietro le ragazze.

## Genesi
Il primo progetto di ricavare un film da Deux Anglaises et le continent, il secondo ed ultimo romanzo epistolare di Roché, risale alla fine degli anni 60, quando Truffaut consegnò all'amico e sceneggiatore Jean Gruault una copia del libro corredata delle sue annotazioni autografe, le stesse che appaiono nei titoli di testa del film. Nel 1969 Gruault aveva già sottoposto a Truffaut il suo lavoro, ma per circa due anni il regista tenne il dattiloscritto in un cassetto.

L'esitazione del regista nasceva proprio dalla passione che nutriva da lunga data per quel libro e per quello scrittore, dal quale aveva già tratto Jules e Jim e dalla cui famiglia si era fatto inviare i diari inediti. Finalmente, il più ambizioso progetto che Truffaut avesse fino ad allora affrontato prese il via nel marzo 1971. In un mese fu messa a punto la sceneggiatura e il 28 aprile le riprese iniziarono ad Auderville.
Il ruolo del protagonista fu affidato a Jean-Pierre Léaud, l'attore alter ego di Truffaut che per la prima volta dismetteva i panni di Antoine Doinel, suo personaggio alter ego. Sennonché il Claude Roc di Truffaut ha una fragilità ben diversa da quella del protagonista del romanzo, più simile al personaggio di Jim del film precedente, tanto da farne una sorta di Doinel trasferito nel primo Novecento. La storia autobiografica di Roché, basata sul rapporto d'amore con due sorelle, era diventata la storia autobiografica di Truffaut, che aveva da poco chiuso una storia d'amore con Catherine Deneuve e che anni prima aveva avuto una relazione con la sorella di lei, Françoise Dorléac, morta nel 1967.
Nei personaggi di Muriel e Ann Brown è dunque possibile scorgere non solo, come Truffaut suggerì, un rimando alle sorelle Charlotte e Emily Brontë (quest'ultima morta di tisi come la Ann Brown di Truffaut e diversamente da quella di Roché), ma anche qualcosa di più inconfessato e vicino alla biografia del regista.
Ad interpretare le due sorelle inglesi (più esattamente gallesi) Truffaut scelse due attrici molto giovani e quasi sconosciute - Kika Markham e Stacey Tendeter - entrambe realmente inglesi. Nessuna delle due diventerà famosa, anche se la Markham avrà una rispettabile carriera, soprattutto come attrice di teatro. Né l'una né l'altra reciteranno più con Truffaut, rimanendo - si direbbe - tutt'uno con i rispettivi personaggi, destinate probabilmente a passare alla storia come Ann e Muriel.
Come direttore della fotografia, Truffaut scelse Néstor Almendros, che aveva già lavorato con lui in Il ragazzo selvaggio (in bianco e nero) e Domicile conjugal (a colori). Il ruolo di Almendros fu fondamentale, in quanto l'immagine ne Le due inglesi acquista un'importanza estetica, oltre che narrativa, maggiore che nei precedenti film del regista francese. Da un lato Almendros consentì a Truffaut di superare la paura del colore, riducendo la gamma a poche costanti cromatiche («ci ispirammo alla pittura vittoriana, con i suoi quadri monocromi nei quali spicca, creando una macchia di colore, una veste rossa» - Almendros), dall'altro conferì all'immagine quella potenza lirica che la storia e la chiave in cui Truffaut intendeva raccontarla esigevano.
Il 9 luglio 1971 le riprese erano terminate. Per la colonna sonora Truffaut si era rivolto a Georges Delerue (che nel film ha un breve cameo), col quale non lavorava dai tempi de La Peau douce e che aveva composto la musica del film a cui Le due inglesi facevano inevitabilmente riferimento: Jules e Jim. Delerue compose una partitura scura, di estrema densità timbrica e armonica, in uno stile tardoromantico che richiama l'epoca in cui la storia si svolge.

## Il debutto
Il film, quanto mai atteso, fu proiettato il 26 novembre 1971 e nel complesso, lasciò freddi sia la critica sia il pubblico. Il film sembrò lento e il suo soggetto anacronistico.
Per Truffaut fu una delusione cocente per quanto vi aveva messo di autobiografico, per la cura estrema con cui l'aveva realizzato e perché personalmente convinto che fosse il suo film più bello, anche e soprattutto per merito della fotografia («è la prima volta che non ho nulla di brutto nell'immagine, neanche per un attimo»), della scenografia e dei costumi.
Dopo pochi giorni di programmazione, disertata dal pubblico, lo stesso regista si affrettò a tagliare 24 minuti di quello che in origine era il suo film più lungo, della durata di 132 minuti. Nell'occasione fu ritoccato anche il titolo, che da Les Deux Anglaises et le Continent diventò Les Deux Anglaises. In questa forma Le due inglesi fu distribuito anche in Italia.
L'eliminazione della parola Continente (ossia la Francia, ossia Claude) dal titolo può essere stata dovuta a molte ragioni, ma può essere letta alla luce delle perplessità che, fino ai giorni nostri, molti critici manifestarono a proposito del personaggio del protagonista e dell'interpretazione di Léaud.

Lo sbilanciamento del film sul versante femminile è d'altronde cosa voluta dal regista, che sottolinea con chiarezza la sudditanza del protagonista verso la madre, nell'assenza totale, anch'essa autobiografica, della figura paterna (sia pure simbolicamente adombrata nel personaggio del chiromante che legge la mano alle due sorelle pronosticando il loro futuro, interpretato dal padre della Markham, David). Insomma Truffaut si trova ancora una volta accusato di creare ruoli maschili non abbastanza virili: la stessa ragione che l'aveva portato a scontrarsi con gli attori protagonisti di La peau douce e Fahrenheit 451.
I tagli non giovarono al film, né lo portarono al successo. Martine Barraque, la montatrice, ha così ricordato quei giorni:
In seguito, Truffaut decise di reintrodurre alcune sequenze per i paesi anglosassoni. Ma solo nel 1984, l'ultimo anno di vita, già malato di cancro, decise di rimontare la versione di 132 minuti. Non essendo in grado di girare un nuovo film, disse ad Almendros che quell'anno questo sarebbe stato il suo film.
La versione integrale è stata mostrata in Italia per la prima volta su Raitre, nel ciclo dedicato a Truffaut a cura di Vieri Razzini. Successivamente edita su VHS da l'Unità è oggi disponibile su DVD, con sottotitoli italiani.

## La fortuna critica
Negli anni le quotazioni delle Due inglesi si sono alzate considerevolmente. La critica, in particolare, tende oggi ad ammettere che Truffaut aveva ragione, e che si tratta di uno dei suoi film più intensi e personali.
L'iniziale ostilità di parte della critica si spiega anche alla luce della scelta, tipicamente controcorrente, di girare un film ambientato nel primo Novecento, rappresentazione di un mondo romantico e apparentemente puritano, proprio nell'immediato periodo post-sessantottino, in piena contestazione e rivoluzione sessuale.

## Le due inglesi, Roché eJules e Jim
Dei due romanzi di Roché, Truffaut considerava Le due inglesi il più difficile da adattare al grande schermo. Viene perciò da chiedersi, a maggior ragione dopo il grande successo di Jules e Jim, perché il regista si sia arrischiato in questa impresa.
Nelle interviste, il regista affermò sempre di aver girato Le due inglesi contro Jules e Jim. A distanza di anni, intendeva raccontare di nuovo un ménage-à-trois ma in chiave più cruda, senza alcuna indulgenza («è l'indulgenza che rovina tutto!» dice Muriel a Claude), un'idea che gli era nata leggendo il diario intimo di Roché:
Nel film, tutto questo è rappresentato. Nei titoli di testa, in cui le pagine stampate del romanzo tornano idealmente allo stadio di manoscritto grazie agli appunti di Truffaut, e nella presenza di un diario intimo redatto da uno dei personaggi e finalmente pubblicato da Claude (come Truffaut tentò di pubblicare quello di Roché): quello sconvolgente che Muriel invia all'uomo che l'ha lasciata.
Per il resto, la struttura del romanzo è ricomposta con libertà e i dialoghi, molto più che nel film precedente, sono ridotti ad un'essenzialità che in alcuni casi rasenta l'ermetismo.
Al tempo stesso, però, più che in Jules e Jim, è la diegesi propria del genere del romanzo epistolare ad invadere il film. Non solo perché la pagina scritta ha una parte fondamentale nello sviluppo della vicenda, scandita dalle pagine delle lettere e dei diari; ma anche perché la struttura stessa del film poggia sulla voce narrante, ora di Claude (sin dalle primissime battute: «Oggi ho ripensato ai particolari della nostra storia. Un giorno ne farò un libro.») ora di un narratore esterno, la cui voce nel doppiaggio originale è non a caso quella di Truffaut.
Su un piano diverso, Truffaut fu affascinato dalla possibilità di raccontare una storia di separazione, in cui i protagonisti si allontanano sempre più, per citare le parole di Muriel, come «frammenti che non riescono a congiungersi». Lungo questa strada egli arriverà, di lì a qualche anno, a raccontare due storie di amore folle e solitario, quelle di Adèle e di Bertrand in L'histoire d'Adèle H. (1975) e L'uomo che amava le donne (1977).
La trama de Le due inglesi è scandita appunto dalle separazioni, ciascuna delle quali equivale ad un finale. Un effetto che in più di un'occasione Truffaut rimarca mediante l'impiego della chiusura ad iride, che al tempo stesso crea un rimando al cinema muto.
Il ritmo in cui questi finali potenziali si susseguono accelera in misura parossistica nel corso del film: il primo coincide con l'allontanamento di Claude dalla casa dei Brown; il secondo con la partenza di Claude dal Galles; il terzo con la sua decisione di lasciare Muriel; il quarto con l'apparente guarigione di quest'ultima, dopo la lunga sofferenza dell'abbandono; il quinto - lieto - corrisponde alla partenza delle barchette di Claude e Ann dall'isoletta svizzera; il sesto alla partenza delle sorelle da Parigi, dopo la confessione di Ann; il settimo alla depressione di Claude; l'ottavo alla morte di Ann; il nono alla partenza di Muriel da Calais (che contempliamo da dietro un treno), lasciando definitivamente Claude dopo aver fatto l'amore con lui; il decimo alla lettera con cui Muriel gli comunica di non essere rimasta incinta; altri "finali", sempre più assiepati, sono raccontati dalla voce di Truffaut fuori campo, nell'ultima sequenza, prima che Claude scompaia definitivamente nel portone del museo.
Ma qui Truffaut, dopo aver sconcertato lo spettatore ribattendo su questo concetto in modo parossistico, lo spiazza una seconda volta ripresentando i personaggi ad uno ad uno, con i nomi dei rispettivi attori. Una soluzione apparentemente convenzionale, ma che in questo contesto risulta straniante, mostrandoci vivi e vegeti, giovani e sorridenti gli stessi personaggi che abbiamo visto soffrire, invecchiare, spesso morire durante il film.

## Riconoscimenti
- 1972 - Seminci
  - Espiga de oro
- Premio del Circolo degli scrittori cinematografici spagnoli